# Газовый конфликт между Россией и Украиной (2005—2006)

Основные газопроводы из России в Европу

Газовый конфликт между Россией и Украиной в 2005—2006 гг. был вызван намерением российского концерна «Газпром» повысить цены на природный газ, поставляемый на Украину. Этот шаг соответствовал общей направленности действий «Газпрома» по приведению экспортных цен на газ для постсоветских государств в соответствие с уровнем цен на европейском газовом рынке.

## Предыстория. Россия, газ и постсоветские государства
Ещё в июле 2004 года на заседании Совета безопасности РФ, посвящённом политике России в СНГ, президент Владимир Путин признал: «Мы подошли к определённому рубежу в развитии СНГ. Либо мы добьёмся качественного укрепления СНГ, создадим на его базе реально работающую, влиятельную в мире региональную структуру, либо нас неизбежно ждёт „размывание“ этого геополитического пространства и, как следствие, окончательное падение интереса к работе в Содружестве среди его государств-участников».
В марте 2005 года, после того как российское руководство потерпело целый ряд ощутимых политических провалов в отношениях с бывшими республиками СССР (в Грузии, Молдавии[каких?], на Украине), и в самый разгар кризиса власти в Киргизии, Владимир Путин высказался уже более категорично: «Все разочарования — от избытка ожиданий… Если кто-то ожидал от СНГ каких-то особых достижений в экономике, политике или в военной сфере, естественно, этого не было, так как и быть не могло. Цели программировались одни, а на деле процесс после распада СССР проходил по-другому…». Как выразился Путин, СНГ создавалось для «цивилизованного развода» постсоветских стран, а всё остальное — «…политическая шелуха и болтовня». Реальными же интеграционными инструментами, по его мнению, сейчас являются такие объединения, как ЕврАзЭС и создаваемое Единое экономическое пространство (ЕЭП). Что же касается СНГ, то оно, по словам Путина, играет роль «весьма полезного клуба для выявления взглядов руководителей государств на имеющиеся проблемы гуманитарного и экономического характера».
Как отмечали многие обозреватели[какие?], к концу 2005 года цены на поставляемый природный газ превратились для российского руководства в действенный инструмент поощрения и наказания постсоветских государств в зависимости от их политики в отношении России.
- В марте 2005 было объявлено о повышении тарифов на газ для Белоруссии, однако уже 4 апреля Путин пообещал сохранить отпускные цены на прежнем уровне, а 19 декабря была достигнута окончательная договорённость о поставке в Белоруссию в 2006 году 21 млрд м³ газа по 46,68 долл. США за 1 тыс. м³ (то есть цена осталась неизменной с прошлых лет). Тем не менее в марте 2006 года, сразу же после президентских выборов в Белоруссии, руководство «Газпрома» объявило о намерении повысить цену на газ для этой страны до европейского уровня.
- В июле 2005 было объявлено о постепенном увеличении цен на газ для прибалтийских государств до общеевропейского уровня — 120—125 долл. В 2005 году цена 1 тыс. м³ газа составляла 92-94 долл. для Латвии (поставлено 1,3 млрд м³), 85 долл. — для Литвы (3,56 млрд м³), 90 долл. — для Эстонии (0,73 млрд м³).
- В сентябре 2005 было объявлено об увеличении цены на газ для Грузии с 62,5 до 110 долл. В 2005 году Грузия получила около 1,45 млрд м³.
- В ноябре 2005 было объявлено об увеличении цен для Армении до 110 долл. (контракт на 2005 год предусматривал поставку 1,7 млрд м³ по 54 долл.). Несмотря на предупреждения армянской стороны, что подобные шаги могут иметь негативные последствия для армяно-российских отношений, удалось лишь добиться отсрочки повышения цен до 1 апреля 2006 года.
- В ноябре 2005 года было объявлено об увеличении цен для Молдавии до 150—160 долл. В 2005 году «Газпром» поставил Молдавии 3 млрд м³ газа по 80 долл. за 1 тыс. м³. В январе 2006 года была достигнута договорённость о поставке газа в течение I квартала по цене 110 долл.
- В декабре «Газпром» и Азербайджан договорились о переходе на оплату поставок и транзита газа по рыночным ценам. По сообщениям СМИ, «Газпром» настаивал на цене 140—160 долл. за 1 тыс. м³ (в 2005 году в республику было поставлено 4,5 млрд м³ по 60 долл.).

## Основные события
В конце 2004 года на Украине состоялись президентские выборы. Россия рассчитывала на победу Виктора Януковича, который шёл на выборы в качестве главы кабинета министров. Исходя из этого, 8 августа 2004 года было подписано дополнительное соглашение к контракту между российским «Газпромом» и ГАК «Нафтогаз Украины», которым на пятилетний срок, до 2009 года, для Украины была установлена фиксированная цена на российский газ — 50 долларов за тысячу кубометров.
Однако намерение правительства Виктора Януковича интегрировать Украину в Единое экономическое пространство стало одной из причин начала массовых протестов в Киеве, в результате которых пост президента достался его оппоненту — Виктору Ющенко.
В марте 2005 года вновь назначенный председатель ГАК «Нафтогаз Украины» Алексей Ивченко предложил «Газпрому» отказаться от бартерных схем при взаиморасчётах и перейти к прямым денежным расчётам — в том числе, пересмотреть тарифы на транзит российского газа в Европу по территории Украины. Украина предложила повысить с 2006 года тарифы на транзит до 1,75—2 долл. за 1 тыс. м³ на 100 км.
В начале июня российский «Газпром» на переговорах с Украиной о режиме транзита и поставок газа предложил, начиная с 2006 года, одновременно с повышением тарифа за газовый транзит в Европу поднять до среднеевропейского уровня (160-170 долл. за тысячу кубометров) цену за российский газ, перейти к полностью денежной оплате транзита, отказавшись от бартерных схем, и перейти на общепринятые в европейской практике формы контрактов по транзиту и по поставке газа потребителям, которые предусматривают обоюдные гарантии как с точки зрения страны, обладающей транзитными возможностями, так и со стороны поставщика газа и потребителя. Вице-премьер Украины Анатолий Кинах категорически отверг российское предложение, настаивая на продлении существующего режима договорённостей по газу с Россией до 2013 года.
Украинская сторона отказывалась принять российские требования, которые с течением времени становились всё более жёсткими. Газовый вопрос перешёл с уровня «Газпрома» на правительственный уровень, и в ноябре им занялся уже премьер-министр России Михаил Фрадков. Украине, которая не только потребляет газ, но и является основной транзитной страной, через которую Россия поставляет газ в Европу, был предъявлен фактический ультиматум — до 1 декабря принять российскую цену 160 долларов за тысячу кубометров. Получив отказ, Михаил Фрадков демонстративно отменил свой визит в Киев, планировавшийся на начало декабря. Скрытый от глаз общественности переговорный процесс перешёл в новую фазу — словесной войны между российскими и украинскими представителями самого разного уровня.
8 декабря президент РФ Владимир Путин на встрече с министрами экономического блока в Ново-Огарёве заявил, что Россия за свой счёт де-факто субсидирует украинских промышленных потребителей газа, целые отрасли украинской экономики, что неприемлемо с точки зрения общемировой практики и экономического положения обеих стран.
30 декабря украинская сторона в одностороннем порядке прервала переговоры с «Газпромом». 
31 декабря Владимир Путин на совещании с членами Совета безопасности поручил правительству и «Газпрому» обеспечить в первом квартале 2006 года поставки газа на Украину по условиям и ценам 2005 года при условии немедленного подписания Украиной контракта, предложенного «Газпромом», с переходом на рыночные цены со второго квартала 2006 года: «В случае отсутствия ясного ответа будем считать, что наше предложение отклонено».
Утром 1 января, в связи с неподписанием контрактов на поставку газа в 2006 году, подача газа на украинский рынок была прекращена. Но поскольку основные поставки российского газа в Европу осуществляются через газотранспортную сеть на Украины, то, как утверждает российская сторона, Украина в течение первых дней 2006 года начала несанкционированный отбор газа из экспортного газопровода для удовлетворения собственных потребностей.
Конфликт был формально завершён в ночь с 3 на 4 января подписанием соглашения об условиях поставок российского газа на Украину через посредническую компанию «РосУкрЭнерго» и об условиях транзита российского газа в Европу через территорию Украины сроком на пять лет, которое, судя по первоначальным официальным заявлениям, удовлетворило обе стороны. Верховная рада Украины, однако, использовала факт подписания этого соглашения для обострения отношений с президентом Украины Виктором Ющенко, отправив правительство Юрия Еханурова в отставку (см. Политический кризис на Украине (2006)). 
Во второй половине января Украина возобновила сверхплановый отбор российского газа из транзитных газопроводов, что отразилось на поставках европейским покупателям. Некоторые страны Центральной и Восточной Европы воспользовались этой ситуацией для того, чтобы обвинить Россию как ненадёжного энергопоставщика.

## Условия подписанного контракта
- Газпром будет продавать российский газ зарегистрированной в Швейцарии компании «РосУкрЭнерго» по «рыночным европейским ценам», с первоначальной ценой 230 долларов за 1000 м³ (всего в 2006 г. будет продано 17 млрд м³ газа). Одновременно «Газэкспорт» и «Нафтогаз Украины» передадут «РосУкрЭнерго» свои контракты на закупку в 2006 году 56 млрд м³ газа из Средней Азии (у Туркменистана, Узбекистана и Казахстана) — этот объём соответствует объёмам газа, который Украина планирует импортировать в 2006 году.
- В первом полугодии 2006 г. Украина будет покупать газ у компании «РосУкрЭнерго» по средней цене 95 долларов за 1000 м³ (цена исчисляется на границе России и Украины с учётом транспортных издержек).
- За транзит российского газа через территорию Украины Газпром будет платить 1,60 доллара за 1000 м³ на 100 километров (до 1 января 2006 тариф составлял 1,09 доллара). При этом оплата за транзит будет производиться только деньгами, и оплата за транзит никак не будет связана с условиями поставки газа на украинский рынок. Как сообщил позже украинский еженедельник «Зеркало недели», согласно подписанному тогда же дополнению к 10-летнему контракту об условиях транзита российского газа через Украину, «Газпром» до 2009 г. будет платить Украине за транзит по прежней ставке 1,09 доллара, а не 1,6 доллара — разница уйдёт в счёт погашения части украинского долга за газ, составляющего 1,2 млрд долларов.
- Транзит среднеазиатского газа для Украины по территории РФ будет осуществляться с оплатой по такому же тарифу.
- «Газпром» и «Нафтогаз Украины» договорились о том, что с 2006 по 2030 гг. в украинских подземных газохранилищах будет храниться по 15 млрд м³ российского газа в год по тарифу 2,25 долларов за 1000 куб. м.

Официально было заявлено, что «газовый конфликт» между Россией и Украиной успешно разрешён к удовлетворению обеих сторон.
Критики соглашения, однако, указывали, что использование посреднической структуры «РосУкрЭнерго» может привести к новым злоупотреблениям. Было подсчитано, что «РосУкрЭнерго» сможет заработать на этом соглашении до 1,5 млрд долларов в год.

## Оценка достигнутых результатов
Представители исполнительной власти как той, так и другой стороны объявили о своей победе в конфликте.
Президенты Владимир Путин и Виктор Ющенко заявили на пресс-конференции в Казахстане, что конфликт благополучно завершён для обоих государств.
Эти заявления, однако, делались на фоне разворачивавшегося политического скандала на Украине. Оппозиционные фракции в Верховной раде проголосовали за отставку правительства Юрия Еханурова, в связи с подписанием газового соглашения. Это решение привело к политическому кризису (более подробно см. Политический кризис на Украине (2006)).

## Продолжение конфликта
Тем не менее, несмотря на заверения российских и украинских руководителей, конфликт был ещё далёк от завершения. Подписанным соглашением было предусмотрено подписание всех необходимых контрактов между «Газпромом», «Нафтогазом Украины», «РосУкрЭнерго» (RUE) и Туркменистаном до 20 января, однако этого не произошло в связи с тем, что Туркменистан затягивал принятие решения о том, кто — Россия или Украина — будет приоритетным покупателем её газа (экспортные возможности Туркменистана были недостаточны для одновременного выполнения его газоэкспортных контрактов с Россией и Украиной).
«Нафтогаз Украины» получал газ от RUE напрямую по временному контракту, действовавшему до конца января. Одновременно Туркменистан несколько снизил поставки в Россию. Это, наложившись на рост потребления газа на Украине из-за морозов, способствовало увеличению дефицита газа в странах Евросоюза — Италии, Венгрии и Польше. В этой ситуации «Газпром» вновь обвинил Украину во внеплановом (сверхнормативном) отборе газа из системы транзитных газопроводов «Союз». «Нафтогаз Украины» признал обвинение, заявив, что к концу января компенсирует его снижением потребления газа.
27 января глава правления НАК «Нафтогаз Украины» Алексей Ивченко заявил, что Украина намерена рассчитываться за природный газ, отобранный сверх оговорённых в соглашении условий, лишь по результатам полугодия. При этом, по его мнению, плата за сверхконтрактный газ может быть лишь на 20-30 долларов выше той, которая установлена соглашением (95 долларов за тысячу кубометров). «Газпром» настаивал на том, чтобы Украина рассчиталась за этот газ уже в феврале, причём, как зафиксировано в соглашении, по цене 230 долларов за тысячу кубометров. По данным «Газпрома», за неделю с 19 по 25 января Украина превысила лимит потребления российского газа на 326 млн кубометров, или на 80 млн кубометров в сутки.
В тот же день советник президента Ющенко Владимир Горбулин на пресс-брифинге заявил, что не исключает нового обострения газового конфликта во второй половине 2006 года, который будет связан с пересмотром цены на российский природный газ. Украина, по его словам, вновь займёт жёсткую позицию, исходя из наличия у неё «мощных газотранспортных ресурсов».
3 февраля, находясь в Турции, глава «Газпрома» Алексей Миллер заявил, что Украина в январе отобрала 550 миллионов кубометров российского газа, предназначенного для европейских потребителей.
7 февраля Владимир Путин, отвечая на вопросы журналистов, заявил, что Украина в 2005 году намеренно провоцировала обострение газового кризиса, чтобы затем предложить России использовать «РосУкрЭнерго» (RUE) в качестве безальтернативного посредника. По его словам, 50 % акций компании RUE принадлежит Украине. В ответ премьер-министр Украины Юрий Ехануров резко заявил, что Украина готова «денонсировать договорённости или отдельные пункты этих договорённостей и подготовить новые, если это не устраивает кого-то с российской стороны». Кабинет министров предложил «Газпрому» и правительству Российской Федерации заменить RUE на «любого иного посредника».
Юлия Тимошенко также призвала «срочно денонсировать» соглашение и вернуться к «отбору газа по старым ценам». А представитель Народного блока Литвина депутат Анатолий Гиршфельд заявил, что денонсирование газового договора и возврат к старой схеме оплаты за газ станет одной из главных задач нового правительства.
17-18 февраля 2006 года состоялись трёхсторонние российско-украинско-туркменские переговоры, в ходе которых Украина лишилась последнего шанса диверсифицировать поставки газа. Хотя Туркменистан обещал поставить на Украину 22 млрд кубометров природного газа по прямым договорам (помимо поставок через RUE), с начала 2006 года по прямым договорам на Украину не было поставлено ни кубометра туркменского газа, поскольку Туркменистан пожелал повысить цену на газ. При этом Сапармурат Ниязов вновь напомнил Украине о долге за природный газ, поставленный в предыдущие годы — 159 миллионов долларов.
В ходе переговоров российская и украинская стороны договорились о том, чтобы оставить компанию «РосУкрЭнерго» в качестве посредника при поставках российского и туркменского газа на Украину. «Газпром» заявил, что RUE сохранит для «Нафтогаза» цену на российский и туркменский газ $95 за тысячу кубометров до июня 2006 года, несмотря на повышение цены на туркменский газ.
Тем временем «Газпром» подтвердил, что в числе учредителей компании RUE Семён Могилевич, находящийся в международном розыске, не значится (такие обвинения в адрес RUE ранее выдвигала Юлия Тимошенко). Эксперты расценили это заявление как проявление поддержки премьер-министру Юрию Еханурову.
После украинских парламентских выборов 2006 года Юлия Тимошенко заявила, что выступает за пересмотр газовых договорённостей Украины: «Все отношения касательно поставок газа в Украину нуждаются в дополнительной ревизии и пересмотре».

## Реакция Запада
Некоторые главы правительств европейских стран подвергли «Газпром» жёсткой критике из-за недопоставок российского природного газа. 27 января вслед за Италией премьер-министр Польши Казимеж Марцинкевич поставил под сомнение надёжность России в качестве поставщика энергоносителей и призвал Евросоюз разработать «пакт о диверсификации поставок газа и нефти».
Министр энергетики Великобритании Малькольм Викс заявил, что «российско-украинская ситуация заставила вздрогнуть европейский энергетический хребет».
Польша, Венгрия, Италия и Хорватия в поисках путей снижения зависимости ЕС от российских энергоносителей начали переговоры о строительстве терминалов на Адриатическом побережье по регазификации сжиженного природного газа (СПГ) из Северной Африки. Предложения об участии в строительстве были направлены также Словакии и Австрии.
При этом Германия, Австрия, Франция и Голландия, располагающие значительными подземными хранилищами газа, не поддержали критику «Газпрома».
Госсекретарь США Кондолиза Райс из-за резкости энергетической дипломатии Путина усомнилась в праве России председательствовать в «восьмёрке» в 2006 году. «Думаю, такого рода поведение и впредь будет вызывать комментарии по поводу расхождения между поведением России и тем, чего следует ожидать от ответственного участника G8», — отметила Райс в интервью Би-би-си. МИД РФ в ответ заявил, что вопрос о поставках газа — «двустороннее дело России и Украины» и «Евросоюз, кстати, в отличие от США, приветствовал достигнутые договорённости».